# Kongsfjorden

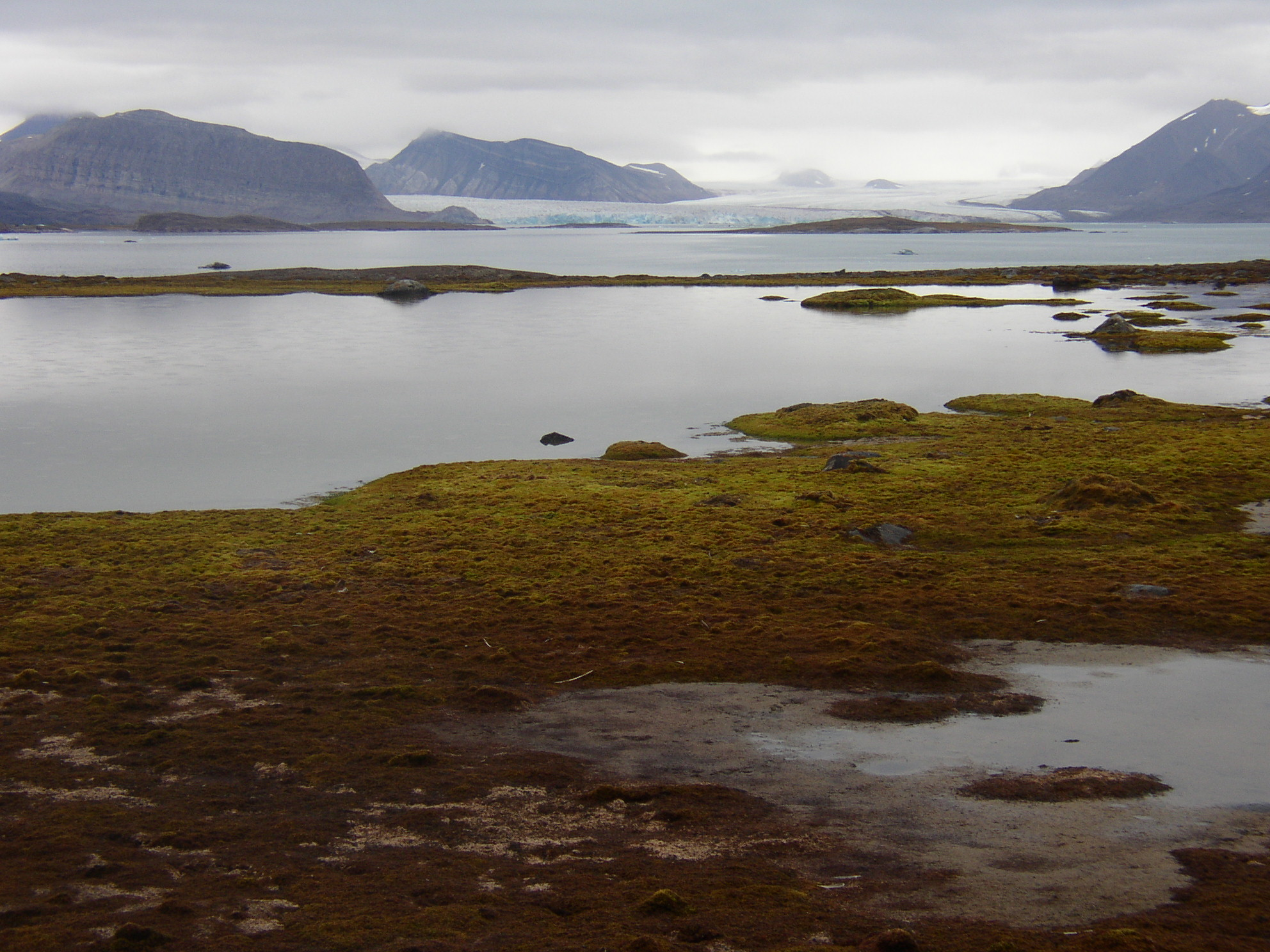
Kongsfjorden sedd från Blomstrandön

Kongsfjorden är en fjord på västra Spetsbergen i Svalbard. Den är 26 kilometer lång och varierar mellan 6 och 14 kilometer i bredd. Den är upp till 220–250 meter djup och har ett medeldjupet på 100 meter.
 Den användes förr som en trygg ankringsplats av säl- och valfartyg och är idag ett populärt turistmål. 
Vid fjordmynningen ligger Kapp Mitra på Mitrahalvøya i norr och Kvadehuken på Brøggerhalvøya i söder. 
Den nordliga fjordarmen heter Krossfjorden och sträcker sig in i Albert I:s Land och Haakon VII:s Land, medan själva Kongsfjorden skär in åt sydost. Innerst i Kongsfjorden sträcker sig två glaciärer ned i fjordens botten: Kongsbreen, som är en del Kronebreen, och Kongsvegenglsaciären. Fjällen omkring är upp till 1 000 meter höga i norr och 900 meter i söder. Det finns sammanlagt fyra fyrar längs södra sidan av fjorden. 
På Brøggerhslvön nära Ny-Ålesund finns den franska Forskningsbasen Jean Corbel.
Öarna i fjorden är den stora Blomstrandön samt de betydligt mindre Loénøyane och Storholmen inom Kongsfjordens fågelreservat. I sydväst, på östra sidan av Brøggerhalvøya finns kolfält, med det tidigare gruvsamhället Ny-Ålesund. 
Kongsfjorden har en blandning av arktiskt och atlantiskt vatten, med tillförsel av sötvatten och sediment från glaciärer. Vattentemperaturen sjunker aldrig under fryspunkten och produktionen av fytoplankton startar i Kongsfjorden redan i mitten av april.

## Namnet

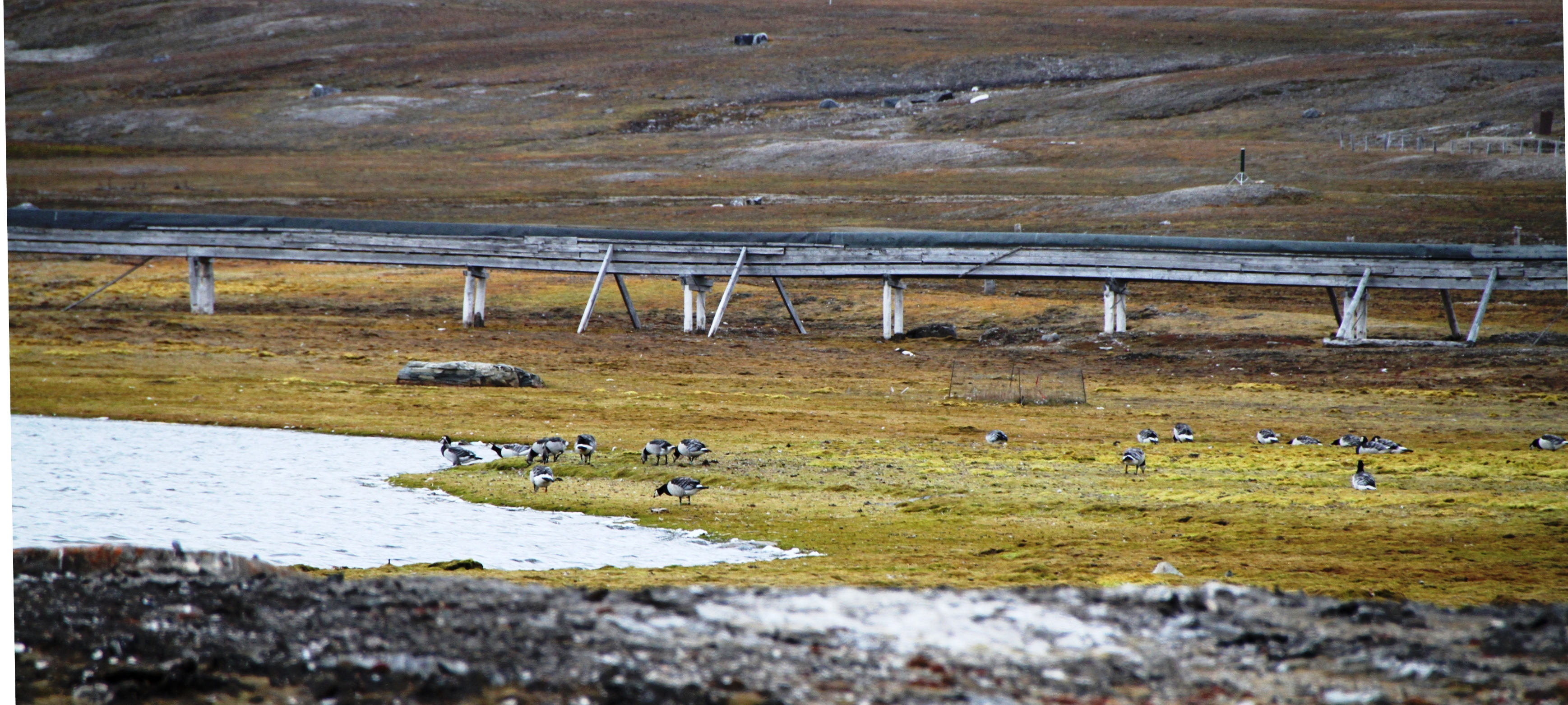
Kongsfjordens fågelreservat, augusti 2012.

Namnet Kongsfjorden är en översättning av det engelska namnet Kings Bay. Lägre tillbaka i tiden hette den Deer Sound, ett namn den fått av Jonas Poole 1610. På 1700-talet kom namnet Koninks Bay i bruk, vilket genom William Scoresby och andra under början av 1800-talet blev Kings Bay.

## Naturskyddsområden
- Guissezholmens fågelreservat, bestående av Guissezholmen i norr mot Krossfjorden
- Blomstrandhamnas fågelreservat, norr om Blomstrandön
- Kongsfjordens fågelreservat, som också är ramsarområde, och utgörs av Lovénøyane och Storholmen strax öster om Ny-Ålesund
- Ossian Sars naturreservat, innerst i fjordbotten mot Kongsbreen